# Douvrend
Douvrend est une commune française située dans le département de la Seine-Maritime en région Normandie.

## Géographie

### Hydrographie
La commune est située dans le bassin Seine-Normandie. Elle est drainée par l'Eaulne, le cours d'eau 01 de Humesnil et un autre petit cours d'eau,.
L'Eaulne, d'une longueur de 45 km, prend sa source dans la commune de Mortemer et se jette  dans l'Arquesen limite des communes d'Arques-la-Bataille et de Martin-Église, après avoir traversé 19 communes. 
Un plan d'eau complète le réseau hydrographique : le plan d'eau 1 de la commune de Douvrend (0,87 ha),.

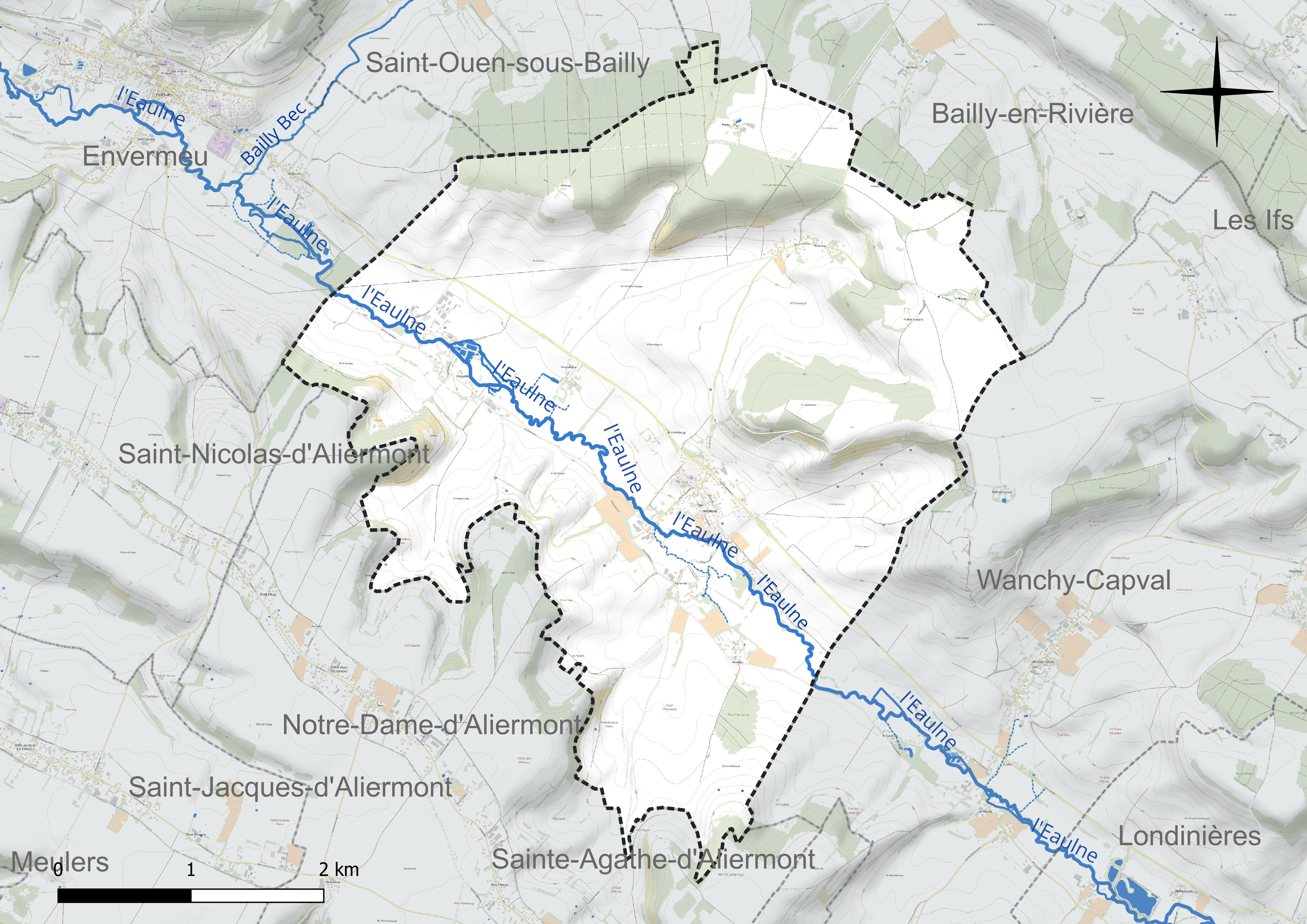
Réseau hydrographique de Douvrend.

### Climat
Pour des articles plus généraux, voir Climat de la Normandie et Climat de la Seine-Maritime.
En 2010, le climat de la commune est de type climat océanique franc, selon une étude du CNRS s'appuyant sur une série de données couvrant la période 1971-2000. En 2020, Météo-France publie une typologie des climats de la France métropolitaine dans laquelle la commune est exposée à un climat océanique et est dans la région climatique Côtes de la Manche orientale, caractérisée par un faible ensoleillement (1 550 h/an) ; forte humidité de l’air (plus de 20 h/jour avec humidité relative > 80 % en hiver), vents forts fréquents. Parallèlement le GIEC normand, un groupe régional d’experts sur le climat, différencie quant à lui, dans une étude de 2020, trois grands types de climats pour la région Normandie, nuancés à une échelle plus fine par les facteurs géographiques locaux. La commune est, selon ce zonage, exposée à un « climat maritime », correspondant au Pays de Caux, frais, humide et pluvieux, légèrement plus frais que dans le Cotentin.
Pour la période 1971-2000, la température annuelle moyenne est de 10,5 °C, avec une amplitude thermique annuelle de 13,6 °C. Le cumul annuel moyen de précipitations est de 885 mm, avec 13,4 jours de précipitations en janvier et 8,4 jours en juillet. Pour la période 1991-2020, la température moyenne annuelle observée sur la station météorologique la plus proche, située sur la commune de Dieppe à 18 km à vol d'oiseau, est de 11,3 °C et le cumul annuel moyen de précipitations est de 805,2 mm,. Pour l'avenir, les paramètres climatiques de la commune estimés pour 2050 selon différents scénarios d’émission de gaz à effet de serre sont consultables sur un site dédié publié par Météo-France en novembre 2022.

## Urbanisme

### Typologie
Au 1er janvier 2024, Douvrend est catégorisée commune rurale à habitat dispersé, selon la nouvelle grille communale de densité à sept niveaux définie par l'Insee en 2022.
Elle est située hors unité urbaine. Par ailleurs la commune fait partie de l'aire d'attraction de Dieppe, dont elle est une commune de la couronne,. Cette aire, qui regroupe 62 communes, est catégorisée dans les aires de 50 000 à moins de 200 000 habitants,.

### Occupation des sols
L'occupation des sols de la commune, telle qu'elle ressort de la base de données européenne d’occupation biophysique des sols Corine Land Cover (CLC), est marquée par l'importance des territoires agricoles (86,1 % en 2018), une proportion sensiblement équivalente à celle de 1990 (86,2 %). La répartition détaillée en 2018 est la suivante : 
terres arables (57,9 %), prairies (14,1 %), zones agricoles hétérogènes (14 %), forêts (12,4 %), zones urbanisées (1,5 %). L'évolution de l’occupation des sols de la commune et de ses infrastructures peut être observée sur les différentes représentations cartographiques du territoire : la carte de Cassini (XVIIIe siècle), la carte d'état-major (1820-1866) et les cartes ou photos aériennes de l'IGN pour la période actuelle (1950 à aujourd'hui).

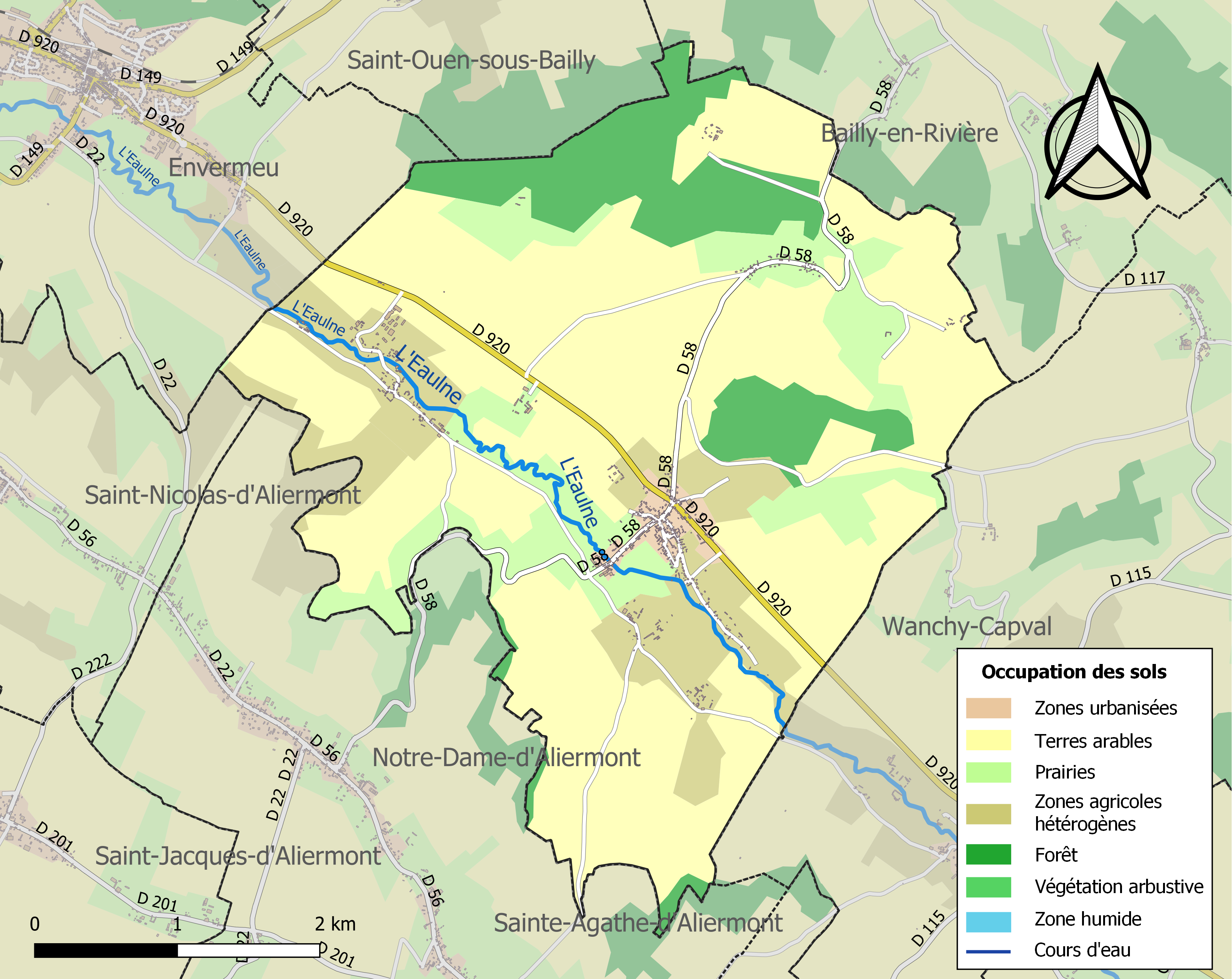
Carte des infrastructures et de l'occupation des sols de la commune en 2018 (CLC).

## Toponymie
Mentionné sous les formes Dowrenc (1034), Douvrenc (vers 1060), Dovrent (1111-1131), Douvrendo (1263).
Les formes les plus anciennes impliquent une formation germanique en -ing-, corroborée par la découverte d'une nécropole mérovingienne de type nettement francique (voir ci-dessous).
Cependant, les formes les plus récentes pourraient constituer un retour à l'archétype originel *Dubrentum, dont l'existence est renforcée par la présence du hameau de Douvrendel (attesté vers 1240). Il est formé du mot gaulois dubron eau (*dubron, plur. dubra, eaux). Ce terme est attesté en celtique insulaire vieil irlandais dobur, eau, ainsi qu'en gallois dwr, eau, et en breton dour, eau.
En toponymie, on le retrouve dans Douvres (Calvados, Dovero 1035-1037 ; Jura ; Haute-Savoie), Douvres (GB) et avec le suffixe -inum dans Douvrin (Pas-de-Calais, Dovrin XIIe siècle).
Le second élément est alors le suffixe gaulois -entum, qui a servi à former les dérivés Nogent (Novientum, sur novio, nouveau, neuf) et Drevant (Derventum, sur dervo, chêne).
Le hameau d'Angreville au nord-ouest du bourg est mentionné sous la forme Ansgeri villam vers 1034.

## Histoire
Au hameau de Beauvert, dans le Champ de l'Arbre ont été exhumés au XIXe siècle, 150 à 200 cadavres placés dans des fosses de craie et accompagnés d'un mobilier funéraire du Haut Moyen Âge. Les objets recueillis furent déposés à la bibliothèque de Dieppe ou au Musée départemental des antiquités (Rouen). En 1865, l'abbé Cochet, assisté de P. H. Cahingt, entreprit une fouille sur une portion de cette ancienne nécropole qu'il data du VIe siècle et du VIIe siècle. Il découvrit 140 sépultures disposées en 25 rangées nord-sud et orientées est-ouest comme à Londinières, ce que les archéologues allemands nomment Reihengräberfriedhof. Aucun plan précis de ce cimetière ne nous est parvenu.
Parmi le mobilier, on distingue : 
- une paire de grandes fibules ansées en argent doré, une épingle en argent doré, une paire de fibules ansées en bronze doré, une applique en bronze estampé, des boucles d'oreille en argent, un argenteus (monnaie en argent) de Justinien du VIe siècle et un antoninien de Claude le Gothique, percé, il devait servir d'ornement, une aiguille en argent, une bague en or ;
- vingt-quatre vases de terre, dont certains étaient remplis de coquillages ;
- un vase de verre à ocelles de couleur verdâtre, un bol verdâtre bullé de forme évasée, un collier de perles de verres, une boule de cristal ;
- un fauchard (32 cm), une petite hache (11 cm) dissymétrique à tranchant incliné vers le bas, une hache en fer (11,2 cm), un Langsax (un scramasaxe long, de 45,5 cm), une pointe de lance à flamme triangulaire, 11 autres fers de lance, quatre saxes courts (poignard), un bouclier rond (de type germanique) avec son umbo et son manipule, un « sabre », cinq francisques et vingt-et-une autres scramasaxes[22], etc.

On a repéré les restes d'un cheval dans une fosse, selon une coutume déjà évoquée par Tacite au Ier siècle dans La Germanie, mais cette pratique se développe surtout aux VIe – VIIe siècles. Cependant, rares sont les découvertes de ce type en Gaule mérovingienne, mais on peut citer l'exemple de la nécropole d'Envermeu où plusieurs squelettes de chevaux ont été identifiés avec leurs mors à côté ou des tombes mérovingiennes de Saint-Dizier. En revanche, cette pratique d'enterrer des chevaux entiers ou des quartiers du même animal est répandue en Europe du Nord.
Le circuit de Dieppe sur lequel se sont courus quatre Grands prix de l'ACF passait par Douvrend.
Le village a été desservi par la ligne de chemin de fer secondaire Amiens - Aumale - Envermeu de 1906 à 1947.
Depuis le 1er mai 1956, la Fête du travail de Douvrend est marquée par la bénédiction des tracteurs.Chaque année, les agriculteurs de la commune et des alentours se réunissent et défilent dans la commune avec leurs engins agricoles. Après une messe dédiée au travail des agriculteurs, le curé bénit les tracteurs qui déambulent dans les rues. Il s'ensuit le verre de l'amitié puis la dégustation du cochon de lait. Cet événement est devenu une véritable tradition dans la commune, gagnant en popularité chaque année.

## Politique et administration

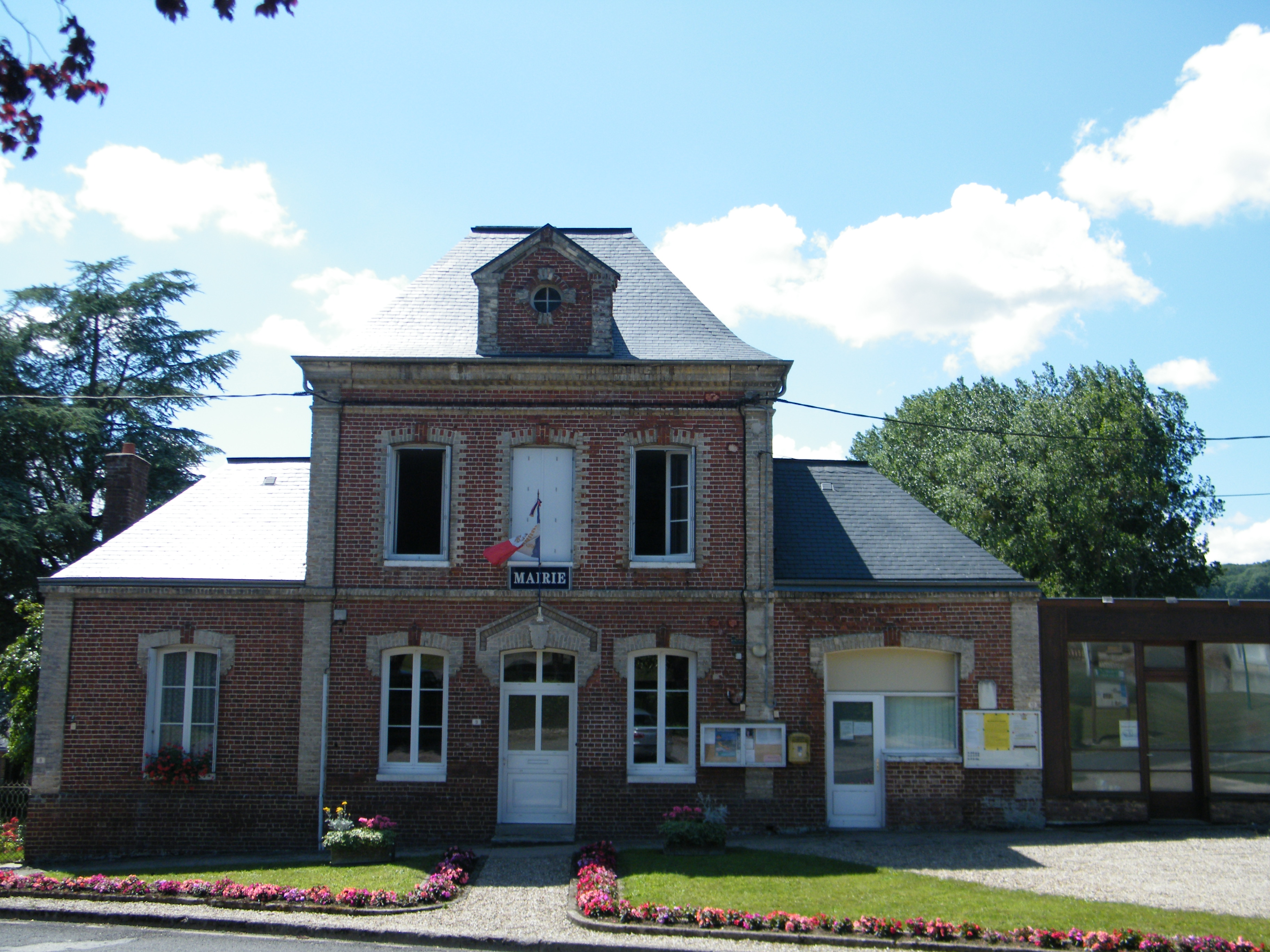
La mairie.

| Période                                  | Période                    | Identité                  | Étiquette | Qualité                                                                                                   |
| ---------------------------------------- | -------------------------- | ------------------------- | --------- | --- |
| Les données manquantes sont à compléter. |                            |                           |           | |
| 1863                                     |                            | M. de Malleville          |           | |
| 1907                                     | 1913                       | M. Gallery de la Servière |           | |
| 1922                                     | 1922                       | Ernest-Florent Letellier  |           | |
| 1923                                     | 1928                       | René Crescent             |           | |
| 1931                                     | 1937                       | Maurice Fredin            |           | |
| Les données manquantes sont à compléter. |                            |                           |           | |
| 1967                                     |                            | Guyant                    |           | |
| 1980                                     | Mai 2000                   | Claude Fredin             |           | |
| mars 2001                                | mars 2008                  | André Pegard              |           | |
| mars 2008                                | 2014                       | Claude François           |           | |
| 2014                                     | En cours (au 10 août 2020) | Luc Piquet                |           | Contremaître retraité Vice-président de la CC Falaises du Talou (2020 → ) Réélu pour le mandat 2020-2026, |

## Démographie
L'évolution du nombre d'habitants est connue à travers les recensements de la population effectués dans la commune depuis 1793. Pour les communes de moins de 10 000 habitants, une enquête de recensement portant sur toute la population est réalisée tous les cinq ans, les populations de référence des années intermédiaires étant quant à elles estimées par interpolation ou extrapolation. Pour la commune, le premier recensement exhaustif entrant dans le cadre du nouveau dispositif a été réalisé en 2008.

En 2022, la commune comptait 511 habitants, en évolution de −2,29 % par rapport à 2016 (Seine-Maritime : +0,35 %, France hors Mayotte : +2,11 %).
| 1793 | 1800 | 1806 | 1821 | 1831 | 1836 | 1841 | 1846 | 1851 |
| ---- | ---- | ---- | ---- | ---- | ---- | ---- | ---- | ---- |
| 890  | 572  | 615  | 657  | 711  | 807  | 736  | 760  | 784  |

| 1856 | 1861 | 1866 | 1872 | 1876 | 1881 | 1886 | 1891 | 1896 |
| ---- | ---- | ---- | ---- | ---- | ---- | ---- | ---- | ---- |
| 768  | 711  | 650  | 637  | 660  | 648  | 649  | 596  | 603  |

| 1901 | 1906 | 1911 | 1921 | 1926 | 1931 | 1936 | 1946 | 1954 |
| ---- | ---- | ---- | ---- | ---- | ---- | ---- | ---- | ---- |
| 591  | 591  | 556  | 496  | 514  | 485  | 463  | 483  | 509  |

| 1962 | 1968 | 1975 | 1982 | 1990 | 1999 | 2006 | 2008 | 2013 |
| ---- | ---- | ---- | ---- | ---- | ---- | ---- | ---- | ---- |
| 503  | 476  | 461  | 414  | 449  | 465  | 488  | 495  | 509  |

| 2018 | 2022 | - | - | - | - | - | - | - |
| ---- | ---- | - | - | - | - | - | - | - |
| 522  | 511  | - | - | - | - | - | - | - |

## Culture locale et patrimoine

### Lieux et monuments
Église Sainte-Madeleine.

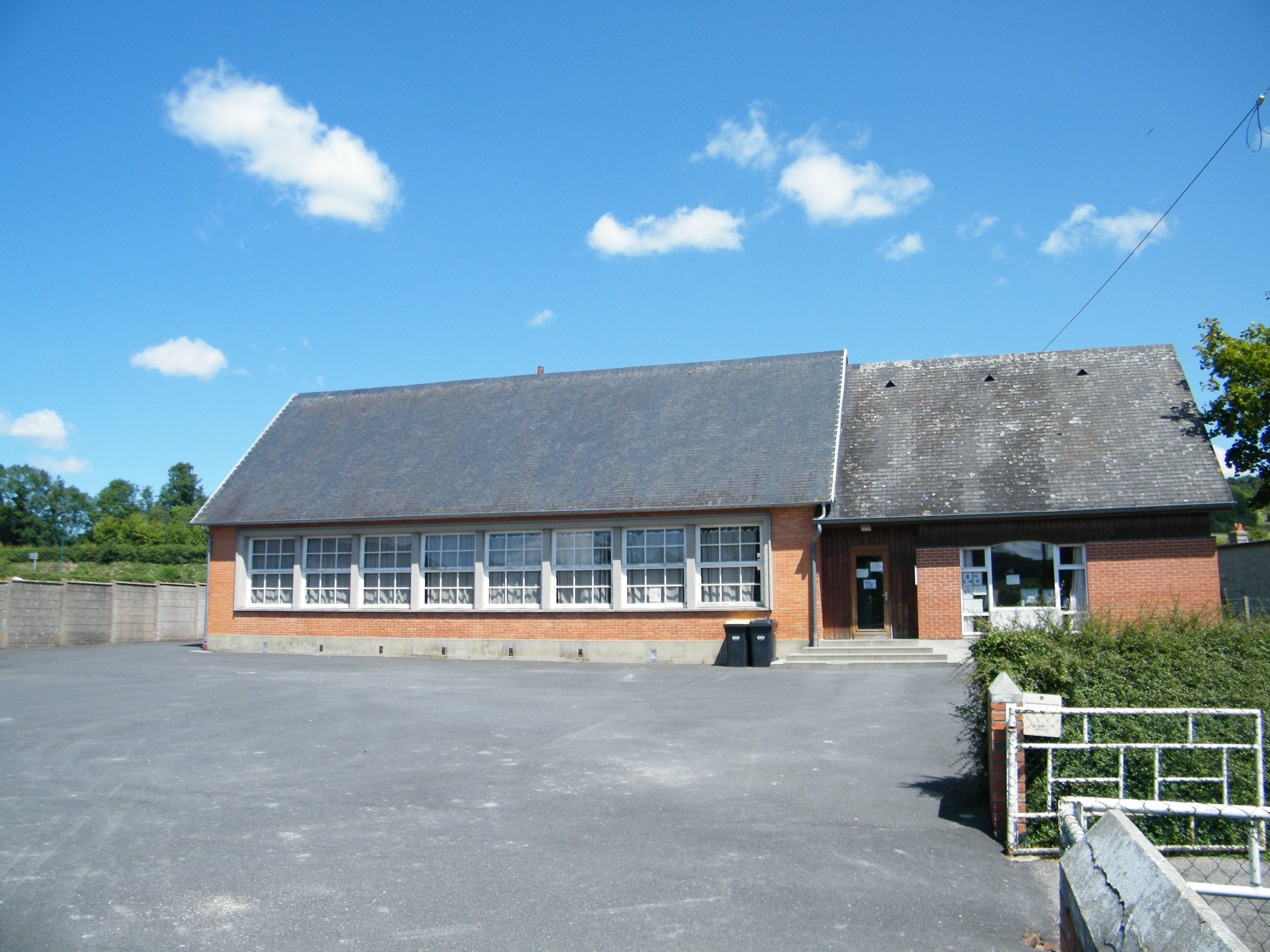
École.
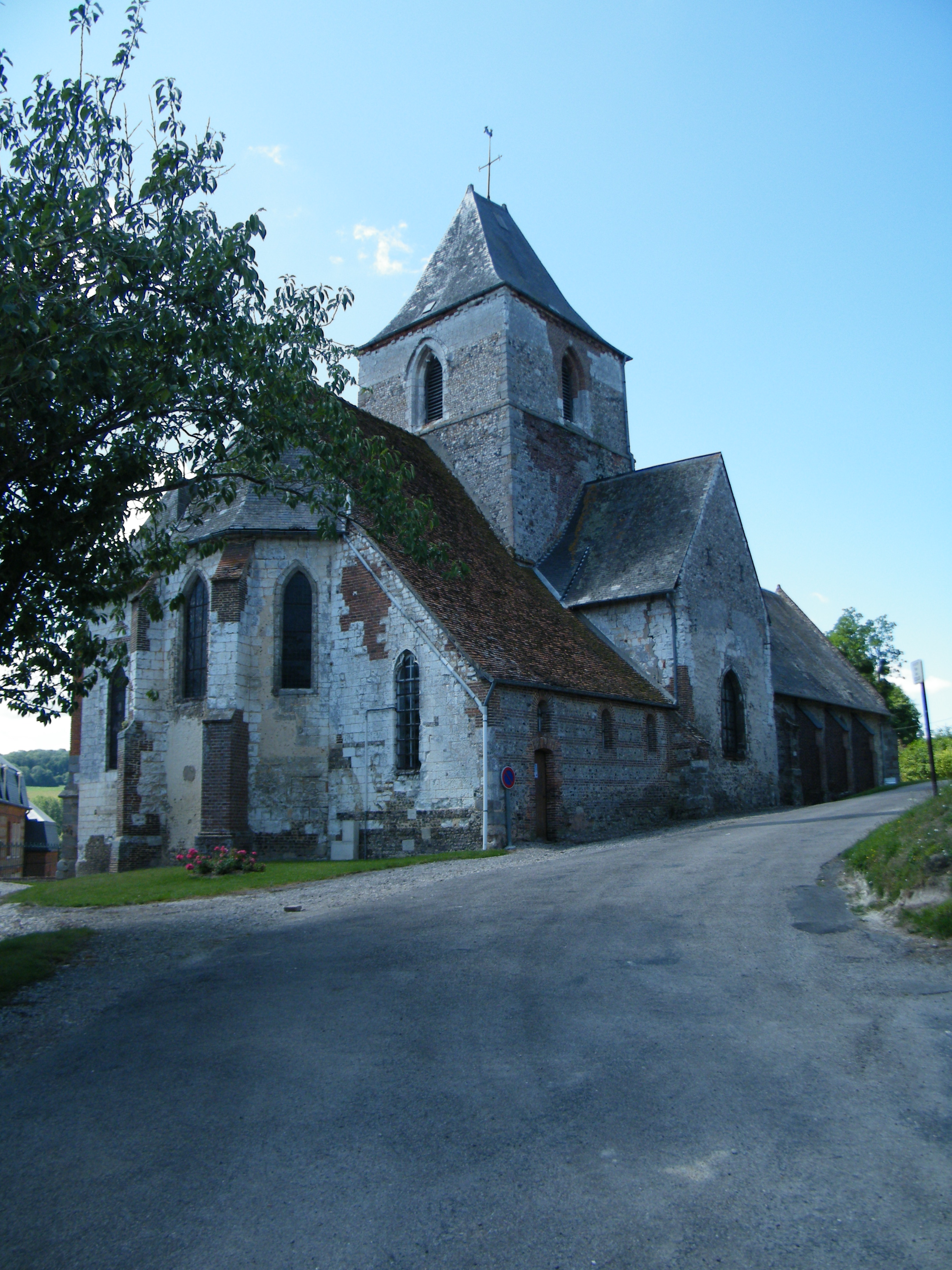
Église.
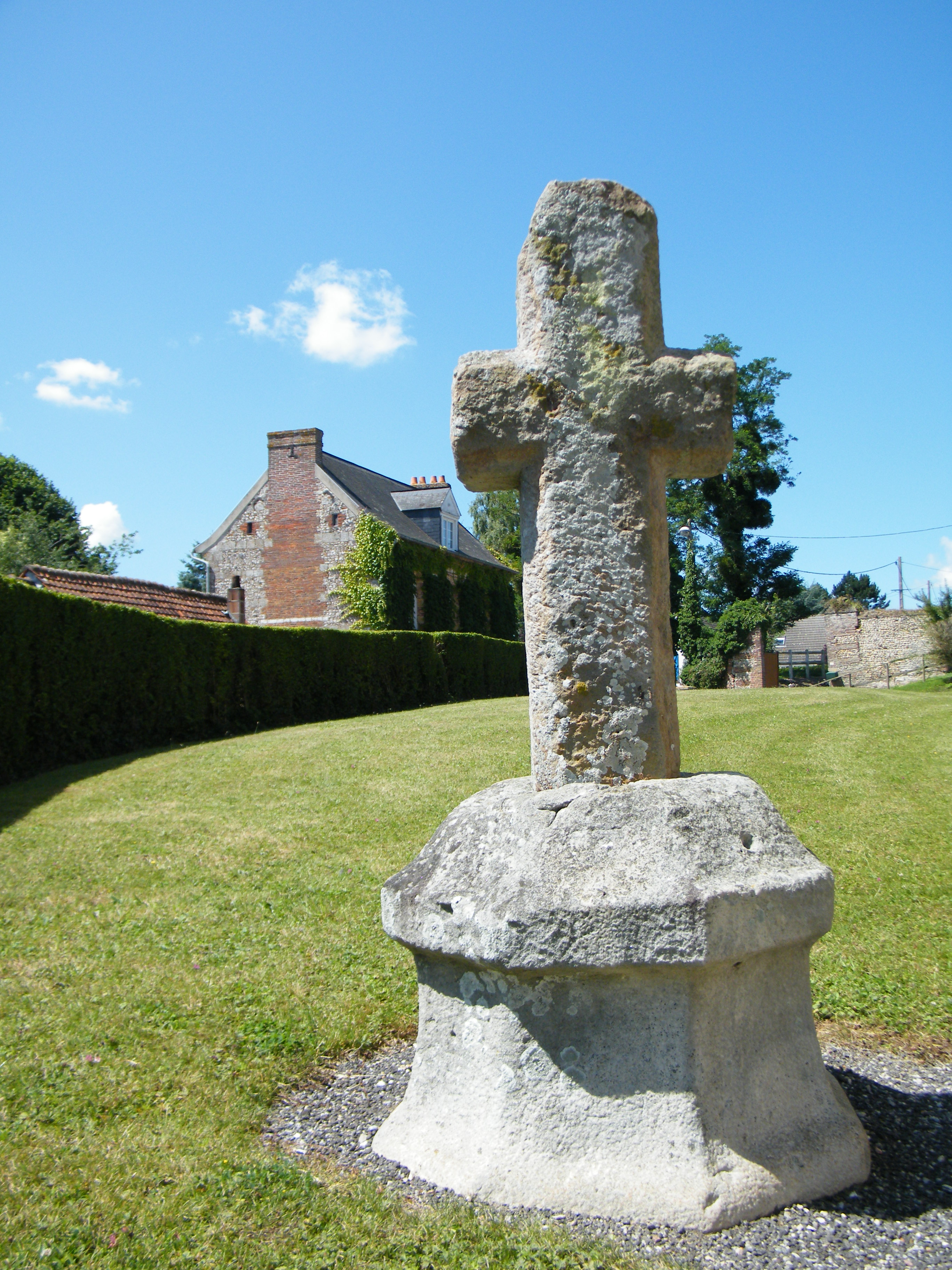
Calvaire en pierre, près de l'église.
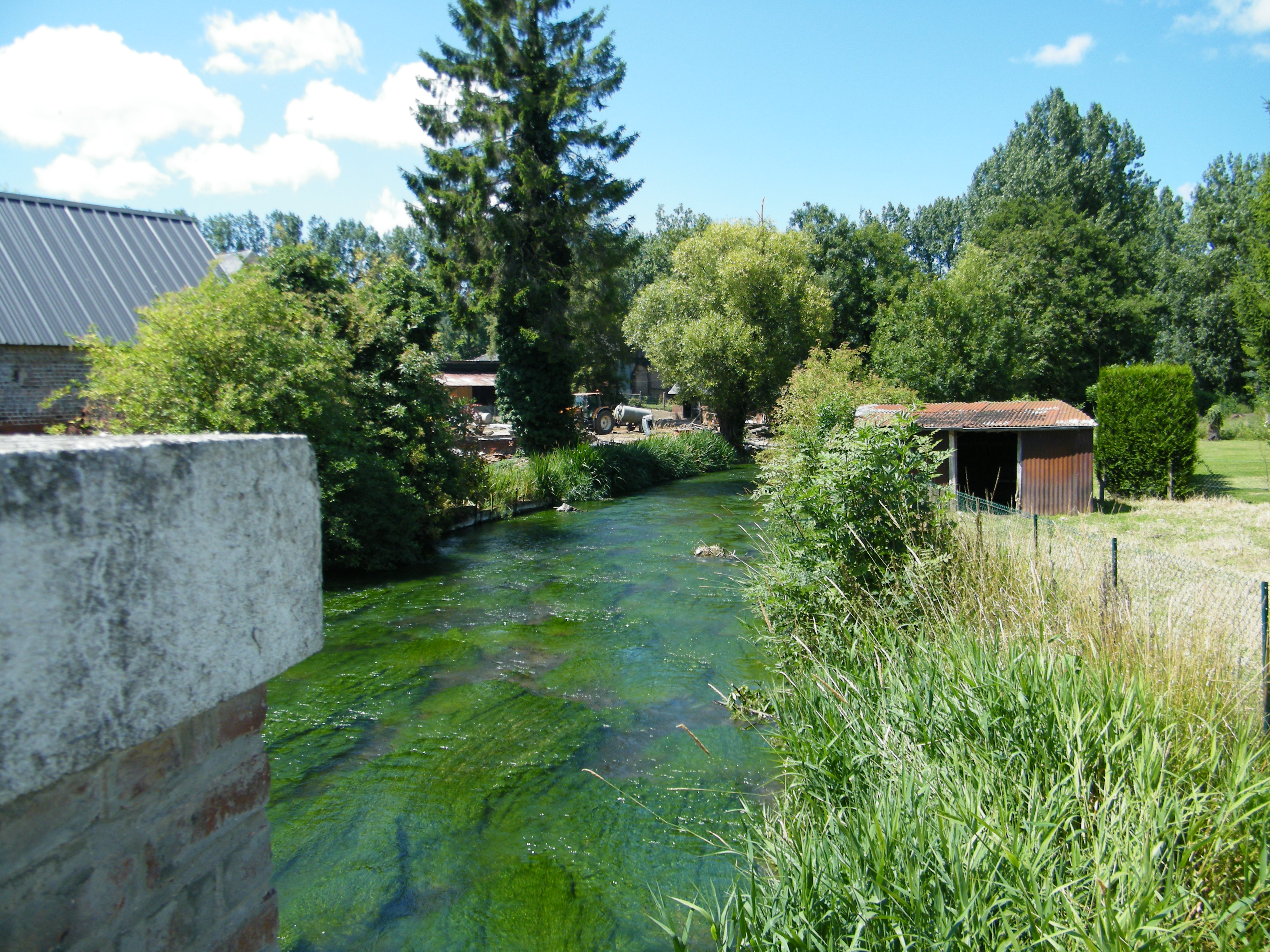
Amont de la rivière Eaulne, pris du pont.
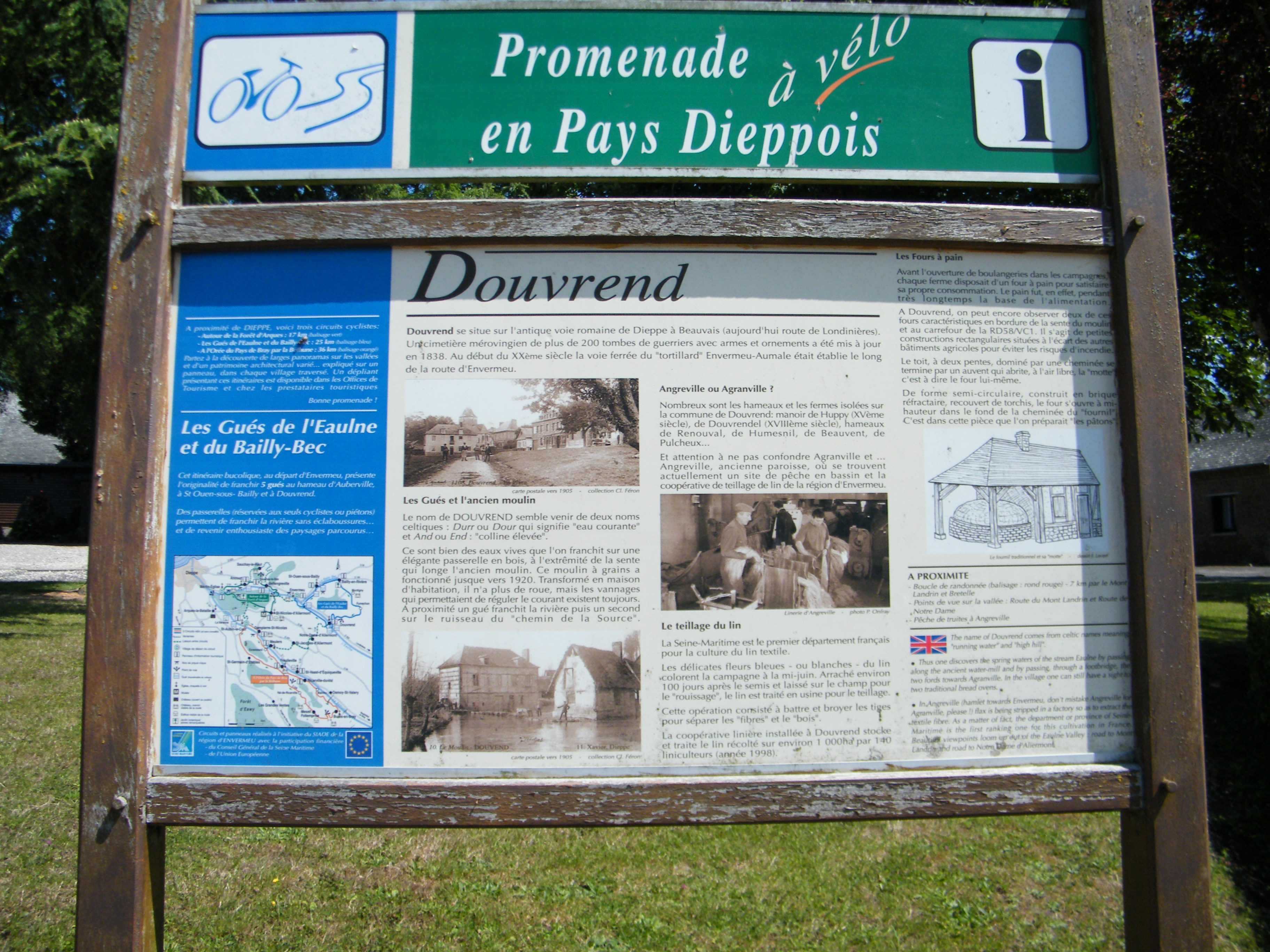
Panneau d'informations.
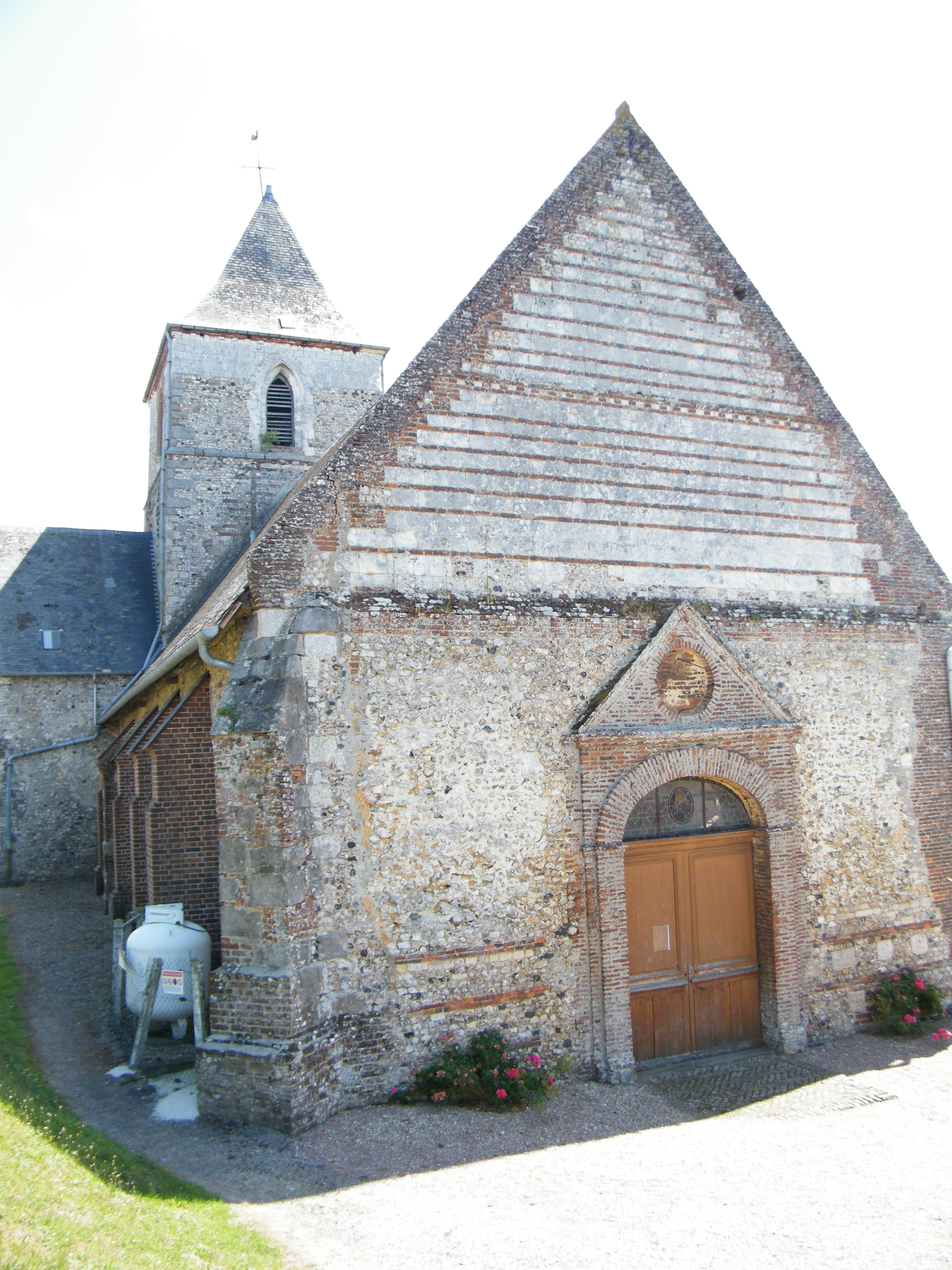
Autre vue de l'église.